# Willem III van Monferrato

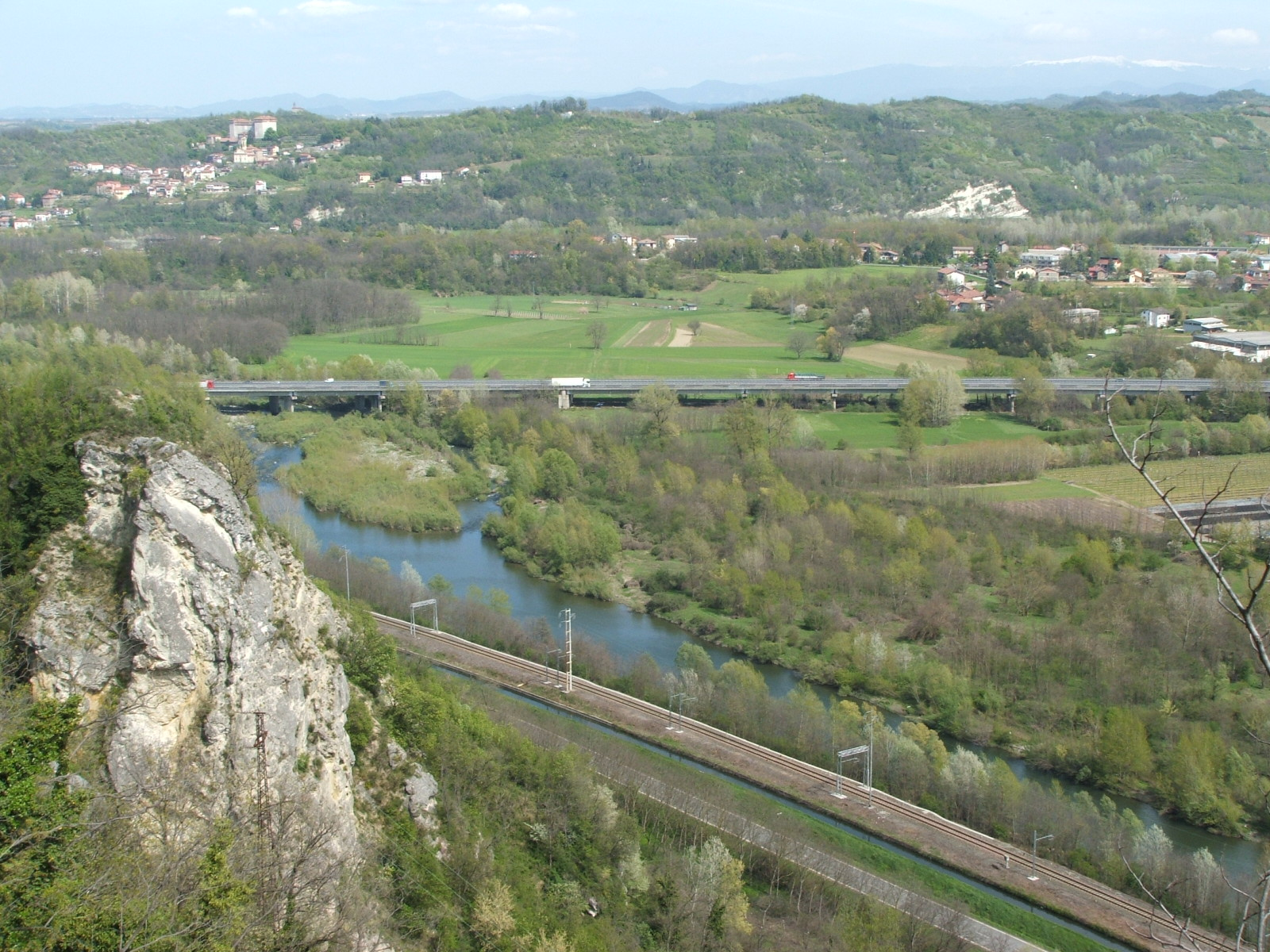
Vallei van de rivier Orba; op de rots stond ooit de burcht van keizer Hendrik II en nadien deze van Willem III.

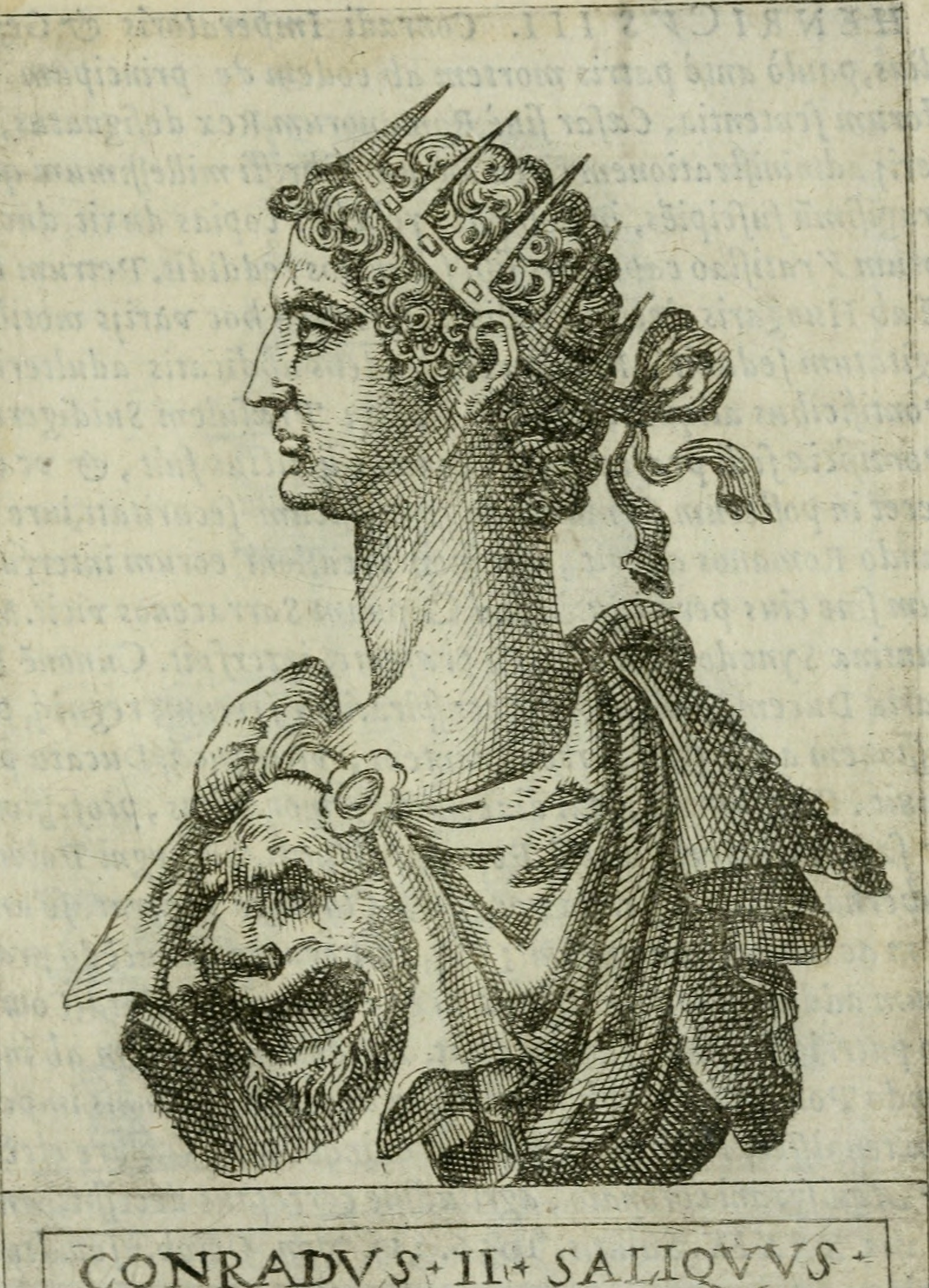
Keizer Koenraad II verwoestte de burcht van Willem III

Willem III van Monferrato (2e helft 10e eeuw – circa 1040), bijgenaamd Langzwaard, was gedurende 50 jaar markgraaf van Monferrato (991-circa 1040) in het Heilige Roomse Rijk. Hij was de eerste van het huis der Aleramiden die brak met de keizer.

## Levensloop
Willem groeide op in het markgraafschap Monferrato. Hij volgde zijn grootvader Aleramo en zijn vader Otto I van Monferrato op die in eenzelfde periode overleden (circa 991). Als co-regent nam hij zijn broer Riprando van Monferrato naast zich. Zij schonken geld aan een kerk in Turijn in het naburige markgraafschap Turijn. Ook schonken ze geld aan de abdij van Fruttuaria, buiten Turijn en tegenwoordig gelegen in de gemeente San Benigno Canavese. De broers stichtten de abdij van Santo Quirini in Spigno Monferrato, gelegen in het graaf-bisdom Acqui. Met de stichting voerden zij de laatste wil uit van hun vader Otto I.
In het naburige markgraafschap Ivrea steunden de broers de heerser Arduin van Ivrea, van het huis Ivrea. Deze laatste was op de dool na de wraak van keizer Hendrik II de Heilige. In 1015 stierf Arduin van Ivrea. Keizer Hendrik II annexeerde Ivrea. Het was voor Willem III de aanleiding om te breken met de keizer. Willem III was zo de eerste in vier generaties Aleramiden die de keizer afviel. Willem III vond medestanders in naburige markgraafschappen en in Monferrato zelf.
Zijn belangrijkste bondgenoot was Manfred II Olderik, markgraaf van Turijn. De rijksbisschop van Vercelli, een zekere Leone, sloeg alarm. De bisschop vond ook edelen die voor de zaak van de keizer wilden vechten. Het conflict escaleerde. De troepen van Willem III plunderden de stad Vercelli en brandden het bisschoppelijk paleis volledig af. Manfred II Olderik liep evenwel over naar de partij van de rijksbisschop (1016). Willem III vocht verder en stak een keizerlijke burcht in brand, de burcht van Valle d'Orba (1016), tegenwoordig de gemeente Rocca Grimalda. Willem III kreeg de bijnaam Willem Langzwaard.
De opvolger van keizer Hendrik II, Koenraad II, verscheen met troepen ten zuiden van de Alpen met Pasen 1026. Het was een van de veldtochten in Noord-Italië waarin Koenraad II orde stelde in oorlogen tussen bisschoppen en edelen. Manfred II Olderik verbond zich opnieuw met Willem III. Willem III had intussen de burcht van Valle d'Orba herbouwd, voor zijn eigen verdediging. De keizerlijke troepen verwoestten een na één de burchten van de opstandelingen, ook deze van Willem III in Valle d'Orba (1026).
Willem III was gehuwd met Waza. Van Waza is enkel bekend dat ze, onder begeleiding van soldaten, bad bij het graf van de heilige Bononius, in de bisschopsstad Vercelli. Circa 1040 stierf Willem III. Zijn zoon en opvolger Hendrik van Monferrato deed een grote schenking aan de kerk van Turijn. Hiermee herhaalde zijn zoon wat Willem III 50 jaar eerder had gedaan bij zijn troonsbestijging.